# Кордова (Северна Каролина)
Кордоба (енгл. Cordova) насељено је место без административног статуса у америчкој савезној држави Северна Каролина.

## Демографија
По попису из 2010. године број становника је 1.775.
| Група             | 2000.    | 2010.         |
| Белци             | 0 (0,0%) | 1.462 (82,4%) |
| Афроамериканци    | 0 (0,0%) | 216 (12,2%)   |
| Азијати           | 0 (0,0%) | 21 (1,2%)     |
| Хиспаноамериканци | 0 (0,0%) | 13 (0,7%)     |
| Укупно            | 0        | 1.775         |